# Fatal Beauty
Fatal Beauty ist ein Actionfilm von Tom Holland aus dem Jahr 1987.

## Handlung
Die im Drogendezernat von Los Angeles tätige Undercover-Polizistin Rita Rizzoli sucht nach der Droge Fatal Beauty, denn immer mehr Menschen, die sie einnehmen, sterben. Ein abhängiger Abpacker hatte sie zu hoch dosiert. Gerade, als der Fehler entdeckt wurde, wurde die kleine Produktion von den Kriminellen Leo Nova und Earl Skinner überfallen, die alle töteten und die Droge stahlen.
Eine Spur führt zum Geschäftsmann Kroll, dem Rizzoli über ihren Verdacht erzählt. Kroll beauftragt seinen Sicherheitsmitarbeiter Mike Marshak, Rizzoli zu beobachten. Dieser rettet sie, als sie bei Rafael, einem Dealer der Droge, unter Beschuss von Aufpassern und den beiden Räubern gerät. Nach etlichen weiteren toten Konsumenten kommt es zum Showdown in einem Einkaufszentrum, bei dem Marshak Rizzoli erneut das Leben rettet, das von Skinner bedroht war. Nova verwundet Marshak schwer, wird aber von Rizzoli gestellt und stirbt wie sein Kompagnon zuvor. Das Techtelmechtel zwischen Rizzoli und Marshak geht weiter.

## Kritiken
- Roger Ebert schrieb in der Chicago Sun-Times, die Darstellung von Goldberg im Film gehöre zu ihren besten Arbeiten. Der Film sei nicht großartig aber er habe gute Qualitäten.[2]

- Rita Kempley schrieb in der Washington Post, die Handlung sei nicht plausibel. Die Regie sei fade, die Elemente des Drehbuchs seien ausgeliehen. Der Film sei dumm und langweilig.[3]

## Auszeichnungen
- Image Award für Whoopi Goldberg im Jahr 1990.

## Hintergrund
- Der Film wurde in Los Angeles und in Beverly Hills, Kalifornien gedreht. Er spielte in den US-Kinos etwa 12 Millionen US-Dollar ein.
- Ursprünglich war Cher für die Hauptrolle vorgesehen, diese entschied sich jedoch für eine Rolle in Mondsüchtig.[4]
- In Deutschland war der Film bis zum August 2015 indiziert, im September wurde die Altersfreigabe auf 16 Jahre gesenkt.[5]